# میشل گیومار
میشل گیومار
میشل گیومار (به انگلیسی: Michel Guiomar)

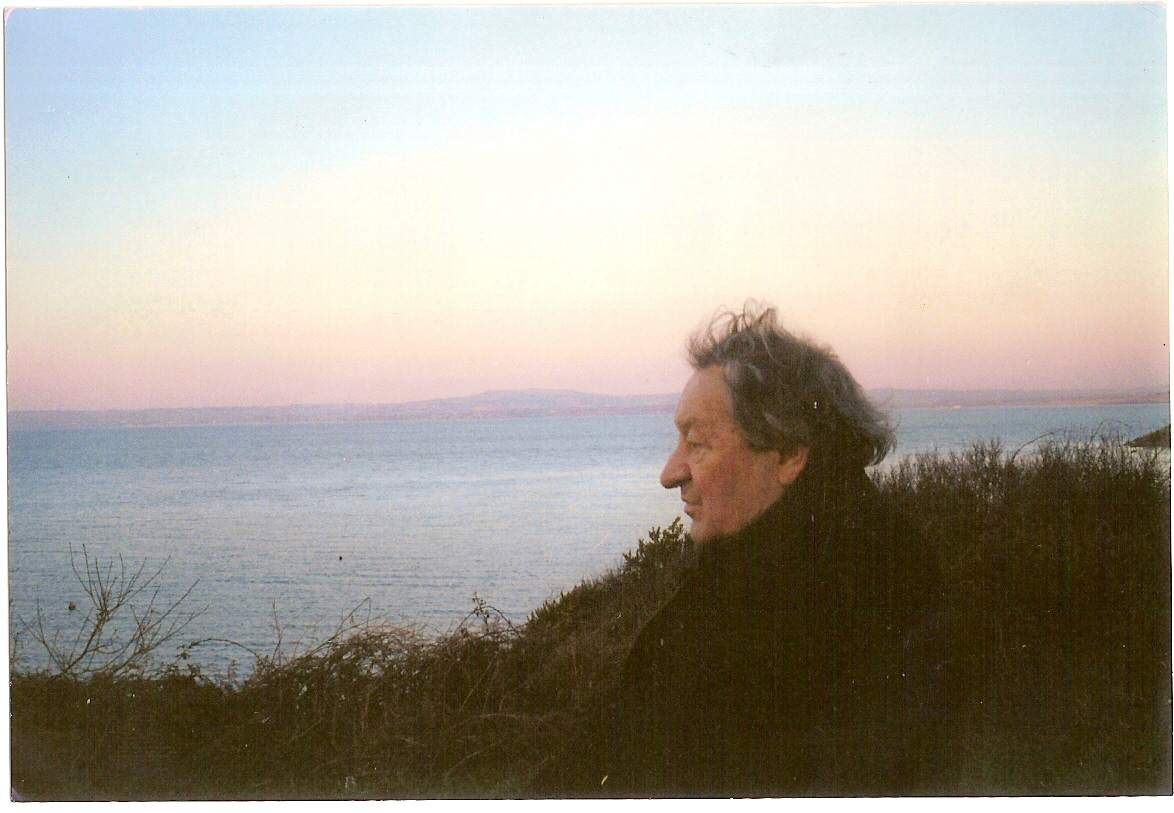
Michel Guiomar

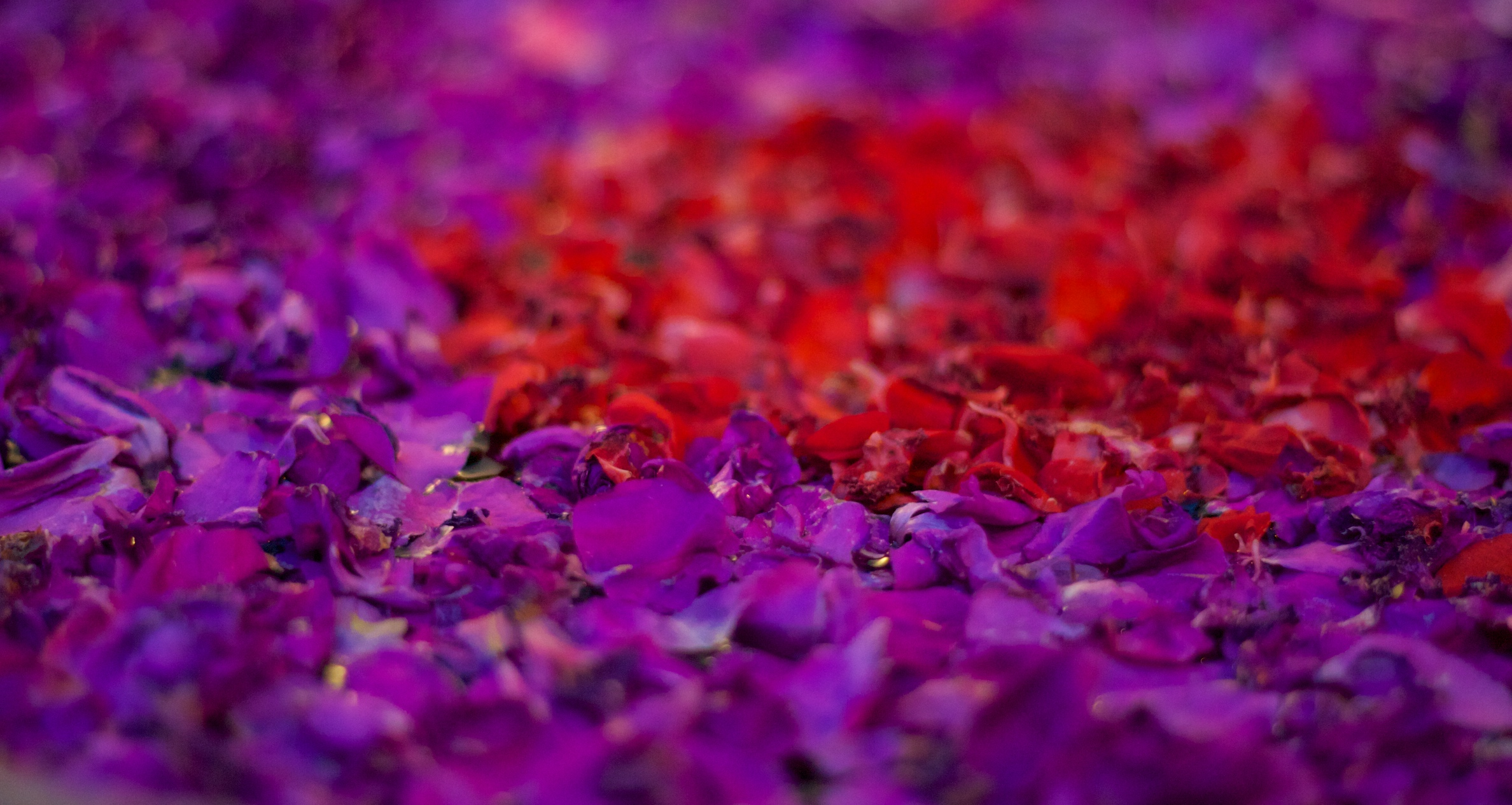
flower pedals

میشل گیومارMichel Guiomar، فیلسوف فرانسوی و نویسنده کتاب اصول زیبایی‌شناسی مرگ .